# Dorotea Frederika Braniborsko-Ansbašská
Dorotea Frederika Braniborsko-Ansbašská (12. srpna 1676, Ansbach – 13. března 1731, Hanau) byla dcerou markraběte Jana Fridricha Braniborsko-Ansbašského (1654–1686) a jeho první manželky Johany Alžběty Bádensko-Durlašské (1651–1680). Její nevlastní sestrou byla královna Karolina z Ansbachu, manželka britského krále Jiřího II.

## Život
20. nebo 30. srpna 1699 se třiadvacetiletá Dorotea Frederika provdala za o jedenáct let staršího hraběte Johana Reinharda III. z Hanau-Lichtenbergu. Byla tak poslední hraběnkou z Hanau. Z manželství se narodila jediná dcera: Šarlota z Hanau-Lichtenbergu (1700–1726). Šarlota se stala jedinou dědičkou hrabství Hanau a 5. dubna 1717 se provdala za korunního prince Ludvíka Hesensko-Darmstadtského (1691–1768), budoucího hesensko-darmstadtského lankraběte.
Dorotea Frederika zemřela 13. března 1731 a byla pohřbena 17. nebo 25. března 1731 v hrobce hrabat z Hanau v kostele sv. Jana v Hanau. Manžel ji přežil o pět let a znovu se již neoženil.